# Katrin Trost
Katrin Trost (* 10. Juni 1959 in Bochum) ist eine deutsche Politikerin (CDU). Sie ist verheiratet und hat zwei Kinder.
Nach dem Abitur besuchte sie die Technische Hochschule in Haifa, Israel. Nach ihrer Rückkehr nach Deutschland absolvierte sie dann eine Ausbildung zur Einzelhandelskauffrau. Danach studierte sie noch Produktionstechnik an der FH Hagen.
Sie ist seit 1992 in der CDU aktiv und inzwischen stellvertretende Vorsitzende des CDU-Bezirksverbandes Osnabrück-Emsland. Von 1998 bis 2008 war sie Mitglied des Niedersächsischen Landtags
| Personendaten    | Personendaten                   |
| ---------------- | ------------------------------- |
| NAME             | Trost, Katrin                   |
| KURZBESCHREIBUNG | deutsche Politikerin (CDU), MdL |
| GEBURTSDATUM     | 10. Juni 1959                   |
| GEBURTSORT       | Bochum                          |